# Ctenosciara exigua
Ctenosciara exigua är en tvåvingeart som beskrevs av Salmela och Pekka Vilkamaa 2005. Ctenosciara exigua ingår i släktet Ctenosciara och familjen sorgmyggor.
Artens utbredningsområde är Finland. Arten är reproducerande i Sverige. Inga underarter finns listade i Catalogue of Life.